# Penicillium citreonigrum
Penicíllium citreonígrum (лат.) (ранее — пеници́лл ци́трусово-зелёный, лат. Penicíllium citreovíride) — вид несовершенных грибов (телеоморфная стадия неизвестна), относящийся к роду Пеницилл (Penicillium).
Токсинообразующий вид, поражающий рис в Восточной Азии, однако в настоящее время встречающийся в регионе крайне редко.

## Описание
Колонии на CYA ограниченнорастущие, достигающие за 7 дней диаметра 2—2,8 см, радиально складчатые, бархатистые, с белым до ярко-жёлтого мицелием. Спороношение слабое до среднеобильного, в зеленовато-серых тонах. Экссудат, как правило, отсутствует, реже выделяются бесцветные или розоватые капельки. Выделяется ярко-жёлтый растворимый пигмент. Реверс колоний ярко-жёлтый иногда жёлто-коричневый. Колонии на агаре с солодовым экстрактом (MEA) плоские до слабо складчатых, с белым, затем жёлто-бежевым мицелием, среднеобильно спороносящие, спороношение иногда с голубоватым оттенком. Иногда выделяется коричневый пигмент в среду. При 37 °C рост отсутствует, при 5 °C иногда образуются микроколонии.
Конидиеносцы одноярусные, гладкостенные, 60—100 мкм длиной, без вздутия на верхушке. Фиалиды фляговидные, 5—12 мкм длиной. Конидии шаровидные, мелкие, 1,8—2,8 мкм в диаметре.

### Отличия от близких видов
Определяется по органиченнорастущим жёлтым колониям, способным медленно расти при 5 °C и не при 37 °C, а также по тонким, не вздутым на верхушке конидиеносцам и мелким гладкостенным конидиям.
Очень близкий вид Penicillium citreosulfuratum способен образовывать колонии при 37 °C. Penicillium cinerascens морфологически трудно отличим (и также не растёт при 37 °C), не продуцирует цитреовиридин.

## Экология и значение
Очень широко распространённый, однако достаточно редко выделяемый вид. Как правило, связан с поражениями риса в Восточной Азии, значительно реже выделяется с других злаковых субстратов, бобов и пищевых продуктов.
Наряду с Penicillium citreosulfuratum продуцирует опасный токсин цитреовиридин. По-видимому, этим грибком было вызвано широкое распространение острой формы бери-бери в Японии в конце XIX века.

## Таксономия
Penicillium citreonigrum Dierckx, Ann. Soc. Sci. Bruxelles 25 (1): 86 (1901).

### Синонимы
- Penicillium aeneum G.Sm., 1963
- Penicillium bertae Talice & J.E.Mackinnon, 1929 ['bertai']
- Penicillium citreoviride Biourge, 1923
- Penicillium citreoviride var. aeneum S.Abe, 1956, nom. inval.
- Penicillium subcinereum Westling, 1911